# 缐镇
缐镇（1485年6月28日—1542年5月20日），字威远，号石门，祖籍辽东都司定辽后卫（今辽宁省辽阳市境内），出生于辽东都司宁远卫（今辽宁省兴城市），明朝将领，官至辽东都指挥同知。

## 生平
成化二十一年五月十七日（1485年6月28日），缐镇出生于辽东宁远的一个世袭武将家庭。正德七年（1512年）六月，因父亲缐纲年老，袭职为宁远卫指挥同知。正德十年（1515年），立有军功，升为辽东都指挥佥事。嘉靖四年（1525年），曾任义州备御，率部斩敌人首级十六颗，积功升为辽东都指挥同知。嘉靖二十一年五月初六（1542年5月20日）病逝，享年五十八岁。

## 家庭
父缐纲，为辽东都司宁远卫指挥同知，母韩氏。缐镇为嫡长子，另有兄弟缐钦、缐铠、缐钺、缐鑑。侧室于氏生长子缐世贤，次子缐世俊；正室刘氏，是辽东都指挥使刘溥的姑妈，生三子缐世禄，曾官蓟门参将。孙缐补衮为缐世禄子，官至宁前参将。

## 引用
1. ↑  《辽宁碑志·下编·第五节·兴城缐镇墓志铭》：“公生于成化乙巳五月十七日。”
2. 1 2 3  《中国明朝档案总汇》55册《武职选簿·五军都督府所属卫所·左军都督府·辽东都司·宁远卫·指挥使等》：“正德七年六月，缐镇，辽阳人，系辽东都司宁远卫指挥同知缐纲嫡长男。伊父年老，本人照例替授原职指挥同知。”
3. ↑  《中国明朝档案总汇》55册《武职选簿·五军都督府所属卫所·左军都督府·辽东都司·宁远卫·指挥使等》：“正德十年，宁远兴水堡地方，斩首有功，官旗四十四员名，宁远卫指挥同知升都指挥佥事。”
4. ↑  《辽东志·卷五·官师志·职官》：“备御官一十五员……义州，缐镇，都指挥同知。”
5. ↑  《辽宁碑志·下编·第五节·兴城缐镇墓志铭》：“嘉靖乙酉，锦义州备御，边境多事。公出奇讨，率部卒斩首一十六颗，纪功累升都指挥同知。”
6. ↑  《辽宁碑志·下编·第五节·兴城缐镇墓志铭》：“嘉靖二十一年壬寅五月初六日卒于正寝，享年五十有八。”
7. ↑  《辽宁碑志·下编·第五节·兴城缐镇墓志铭》：“公考讳纲，历任指挥同知。母韩氏，总戎韩公之妹。”
8. ↑  《辽宁碑志·下编·第五节·兴城缐纲墓志铭》：“生子六。男五，长镇继袭，功拜都指挥同知，次钦，次铠，女一；次钺、次鑑，庶夫人陆氏所生也。”
9. ↑  《辽宁碑志·下编·第五节·兴城缐镇墓志铭》：“公配刘氏乃都阃刘公溥之姑母也，生三子世禄……侧室于氏生子二世贤、世俊。”
10. ↑  《辽宁碑志·上编·第五节·兴城缐补衮墓志铭》：“谱系之详，载在先大父镇国将军之铭。父世禄，蓟门前参将。”
11. ↑  《辽宁碑志·下编·第五节·兴城缐镇墓志铭》：“嗣孙男补衮，世禄出生也。”
12. ↑  《全辽志·卷四·宦业志》：“缐补衮，宁远卫指挥，以廉干称……甲子春，巡抚王之诰论荐其材，起废，擢宁前参将。”